# خليج هندوراس

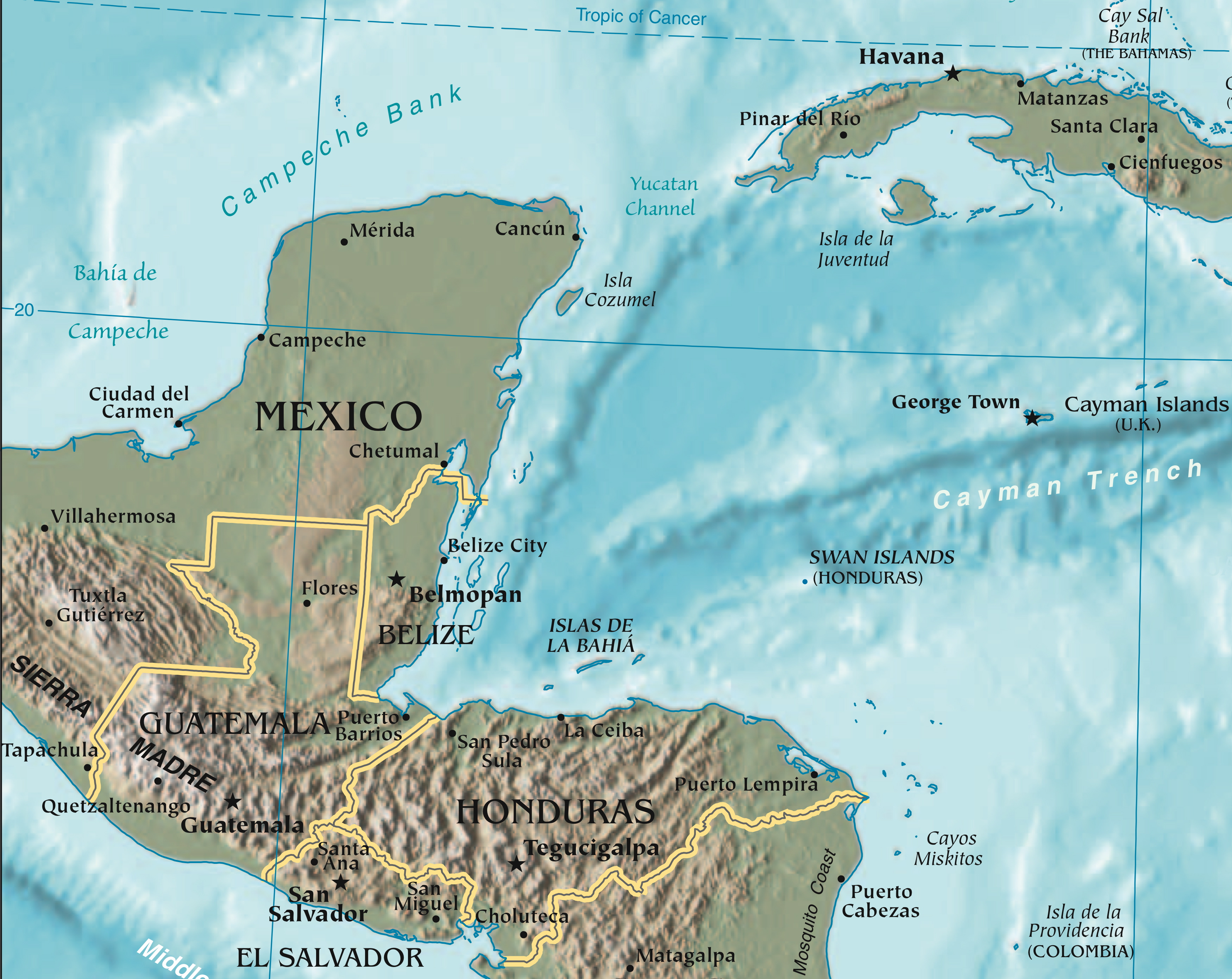
خريطة لخليج هندوراس

خليج هندوراس هو أحد فروع البحر الكاريبي تحيط به شواطئ بيليز وهندوراس وغواتيمالا. يبلغ طوله من شماله إلى جنوبه 200 كم. تصب العديد من أنهار أمريكا الوسطى فيه بما فيها الموتاجوا واللاجو وديلزابل.
يُعد الخليج مقصدا للسياح سواء للإبحار فيه أو لمطالعة شعبه المرجانية. شهد عام 1961 هبوب إعصار هاتي والذي قام بتدمير العديد من المباني على شواطئ بيلز .